# Diocesi di Araçuaí
La diocesi di Araçuaí (in latino Dioecesis Arassuahyensis) è una sede della Chiesa cattolica in Brasile suffraganea dell'arcidiocesi di Diamantina. Nel 2022 contava 306.000 battezzati su 436.000 abitanti. È retta dal vescovo Geraldo dos Reis Maia.

## Territorio
La diocesi comprende 27 comuni nella parte orientale dello stato brasiliano di Minas Gerais: Águas Vermelhas, Araçuaí, Berilo, Cachoeira de Pajeú, Caraí, Catuji, Chapada do Norte, Comercinho, Coronel Murta, Curral de Dentro, Divisa Alegre, Francisco Badaró, Itaipé, Itaobim, Itinga, Jenipapo de Minas, José Gonçalves de Minas, Leme do Prado, Medina, Minas Novas, Novo Cruzeiro, Padre Paraíso, Pedra Azul, Ponto dos Volantes, Turmalina, Veredinha e Virgem da Lapa.
Sede vescovile è la città di Araçuaí, dove si trova la cattedrale di San Giuseppe.
Il territorio si estende su una superficie di 23.526 km² ed è suddiviso in 30 parrocchie, raggruppate in 5 regioni pastorali.

## Storia
La diocesi è stata eretta il 25 agosto 1913, ricavandone il territorio dalla diocesi di Diamantina (oggi arcidiocesi).
Il 2 aprile 1914 inglobò alcuni territori che erano appartenuti alla diocesi di Montes Claros (oggi arcidiocesi): il comune di Fortaleza de Minas, Águas Vermelhas, allora parte del comune di Salinas, nonché porzioni dei comuni di Araçuaí e di Jequitinhonha.
Originariamente suffraganea dell'arcidiocesi di Mariana, il 28 giugno 1917 è entrata a far parte della provincia ecclesiastica dell'arcidiocesi di Diamantina.
Il seminario diocesano São José fu istituito all'epoca del vescovo José Maria Pires, grazie all'aiuto economico della diocesi di Brescia, che fornì anche alcuni sacerdoti per la formazione del seminario.
L'8 giugno 1956, con la lettera apostolica Sideribus recepta, papa Pio XII ha proclamato la Beata Maria Vergine Assunta in Cielo, venerata con il titolo di Nossa Senhora de Lapa, patrona principale della diocesi.
Il 1º febbraio 1956, il 27 novembre 1960 e il 28 marzo 1981 ha ceduto porzioni del suo territorio a vantaggio dell'erezione rispettivamente delle diocesi di Governador Valadares, di Teófilo Otoni e di Almenara.

## Cronotassi dei vescovi
Si omettono i periodi di sede vacante non superiori ai 2 anni o non storicamente accertati.
- Serafim Gomes Jardim da Silva † (12 marzo 1914  - 26 maggio 1934 nominato arcivescovo di Diamantina)
  - Sede vacante (1934-1937)
- José de Haas, O.F.M. † (20 marzo 1937 - 1º agosto 1956 deceduto)
- José Maria Pires † (25 maggio 1957 - 2 dicembre 1965 nominato arcivescovo della Paraíba)
- Altivo Pacheco Ribeiro † (27 giugno 1966 - 10 novembre 1973 dimesso)
- Silvestre Luís Scandián, S.V.D. † (4 gennaio 1975 - 18 agosto 1981 nominato arcivescovo coadiutore di Vitória)
- Crescenzio Rinaldini † (10 maggio 1982 - 8 agosto 2001 ritirato)
- Dario Campos, O.F.M. (8 agosto 2001 succeduto - 23 giugno 2004 nominato vescovo di Leopoldina)
- Severino Clasen, O.F.M. (11 maggio 2005 - 6 luglio 2011 nominato vescovo di Caçador)
- Marcello Romano (13 giugno 2012 - 25 marzo 2020 dimesso)[4]
- Esmeraldo Barreto de Farias, Ist. del Prado (18 novembre 2020 - 30 aprile 2024 dimesso)
- Geraldo dos Reis Maia, dal 30 aprile 2024

## Statistiche
La diocesi nel 2022 su una popolazione di 436.000 persone contava 306.000 battezzati, corrispondenti al 70,2% del totale.
| anno | popolazione | popolazione | popolazione | presbiteri | presbiteri | presbiteri | presbiteri                | diaconi | religiosi | religiosi | parrocchie |
| anno | battezzati  | totale      | %           | numero     | secolari   | regolari   | battezzati per presbitero | diaconi | uomini    | donne     | parrocchie |
| ---- | ----------- | ----------- | ----------- | ---------- | ---------- | ---------- | ------------------------- | ------- | --------- | --------- | ---------- |
| 1950 | 780.000     | 800.000     | 97,5        | 53         | 19         | 34         | 14.716                    |         | 34        | 60        | 29         |
| 1959 | 1.000.000   | 1.030.000   | 97,1        | 63         | 21         | 42         | 15.873                    |         | 56        | 85        | 36         |
| 1965 | 547.500     | 550.000     | 99,5        | 24         | 16         | 8          | 22.812                    |         | 4         | 21        | 23         |
| 1970 | 610.000     | 670.000     | 91,0        | 38         | 27         | 11         | 16.052                    |         | 11        | 33        | 26         |
| 1976 | 490.000     | 550.000     | 89,1        | 26         | 15         | 11         | 18.846                    |         | 15        | 27        | 26         |
| 1980 | 540.605     | 603.810     | 89,5        | 31         | 18         | 13         | 17.438                    |         | 18        | 44        | 35         |
| 1990 | 375.000     | 416.000     | 90,1        | 21         | 15         | 6          | 17.857                    |         | 7         | 33        | 21         |
| 1999 | 457.000     | 483.000     | 94,6        | 30         | 24         | 6          | 15.233                    |         | 6         | 29        | 21         |
| 2000 | 462.000     | 489.000     | 94,5        | 25         | 18         | 7          | 18.480                    |         | 7         | 32        | 22         |
| 2001 | 375.000     | 400.000     | 93,8        | 24         | 17         | 7          | 15.625                    |         | 8         | 25        | 23         |
| 2002 | 380.000     | 495.000     | 76,8        | 25         | 17         | 8          | 15.200                    |         | 10        | 29        | 24         |
| 2003 | 251.121     | 383.840     | 65,4        | 37         | 26         | 11         | 6.787                     |         | 14        | 27        | 24         |
| 2004 | 252.221     | 383.841     | 65,7        | 25         | 17         | 8          | 10.088                    |         | 11        | 22        | 24         |
| 2006 | 256.850     | 390.000     | 65,9        | 25         | 20         | 5          | 10.274                    |         | 8         | 18        | 24         |
| 2012 | 280.000     | 420.000     | 66,7        | 32         | 25         | 7          | 8.750                     |         | 8         | 20        | 25         |
| 2015 | 301.500     | 430.000     | 70,1        | 31         | 21         | 10         | 9.725                     | 1       | 11        | 27        | 27         |
| 2018 | 296.445     | 422.715     | 70,1        | 36         | 35         | 1          | 8.234                     | 1       | 2         | 17        | 29         |
| 2020 | 301.000     | 429.375     | 70,1        | 38         | 31         | 7          | 7.921                     | 1       | 9         | 24        | 29         |
| 2022 | 306.000     | 436.000     | 70,2        | 41         | 31         | 10         | 7.463                     | 1       | 11        | 25        | 30         |